# 揚三世 (奧帕瓦)
揚三世（捷克語：Jan III Opavský，約1425年—約1485年），奧帕瓦公爵，瓦茨拉夫二世之子。
揚三世僅有三分之一的公國，另外三分之二由叔叔威廉控制。威廉去世後，其領地由奧波列的波爾科五世繼承。1464年，揚三世將自己的領地賣給波傑布拉德的伊日，1485年去世。
1. ↑  . Gmina Głubczyce.   [2022-07-22]. （原始内容存档于2022-07-22）.